# Parque natural de Mondragón
El Parque Natural de Mondragón (en catalán Parc Natural de Mondragó) es un espacio natural protegido español situado al sureste de la isla de Mallorca, en el municipio de Santañí, comunidad autónoma de las Islas Baleares, que fue declarado parque natural en 1992. Con una formación de acantilados y vegetación de pino, matorral y cultivo tradicional es uno de los parques más visitados de la isla.
Fue declarado parque natural en 1992. También es un Área Natural de Especial Interés (ANEI) y forma parte de la Red Natura 2000 como Zona de Especial Protección para las Aves (ZEPA) y Lugar de Interés Comunitario (LIC). Además está declarada como Zona de Especial Conservación (ZEC).
Tiene un área aproximada de 750,25 hectáreas terrestres, de las cuales 95 son de propiedad pública, mientras que el resto corresponde a fincas de propiedad privada.
Aparte del valor ecológico, el parque tiene un alto grado de interés etnológico. Desde hace muchos años el territorio de ha dedicado al cultivo de secano, lo que testimonian las "barraques de roter" (que pueden ser de bigas i de "curucull"), esto es construcciones hechas con la técnica de piedra en seco, que podían utilizarse como habitación, almacén de utensilios para el campo, refugio de animales, etc. Otros elementos etnológicos que se encuentran en la zona son norias, acequias, hornos de cal, etc.

## Geografía

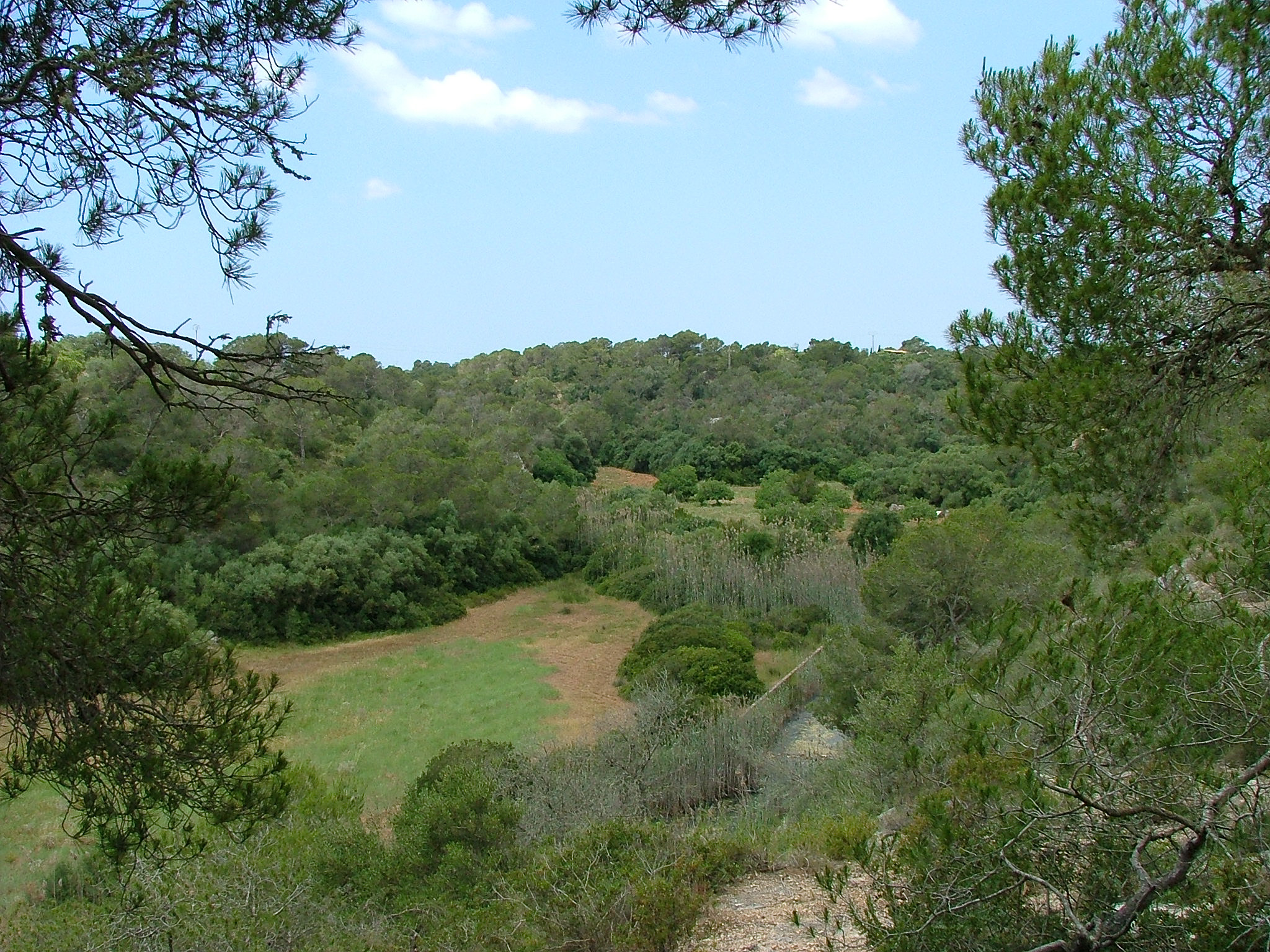
El Torrente de Roig.

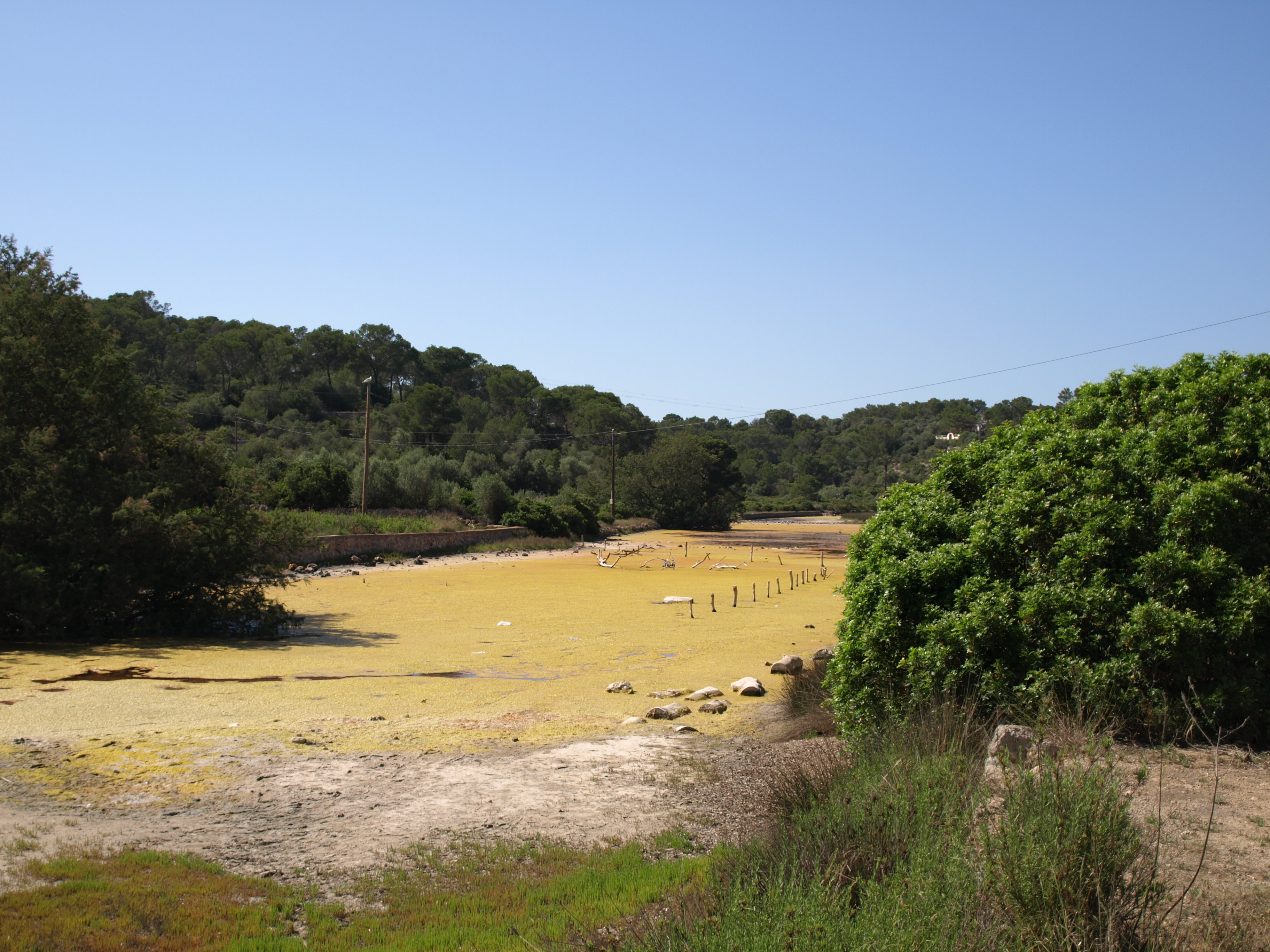
Lago de Sa Font de n'Alís.

### Geología
Geográficamente, Mondragón se sitúa en las marinas de levante. Se trata de una plataforma que se originó durante el Mioceno Superior, hace unos 6 millones de años, a partir de la sedimentación de materiales en diferentes condiciones ambientales. Estos materiales se sitúan a su vez, por encima de otros anteriores que se originaron durante la orogénesis alpina y que forman las sierras de Levante.
En este período, conocido como Mesiniense, en Mallorca había un clima tropical y se encontraba parcialmente inundada por un mar de poca profundidad y cálido en donde había principalmente arrecifes de coral. Es pues, en estos ambientes donde se fueron depositando los diferentes materiales en función de los diferentes medios sedimentarios condicionados por sucesivas subidas y bajadas del nivel del mar.
Finalmente, sobre estas rocas se dispusieron, durante el Cuaternario, otros materiales de origen marino y de tierra.
Así pues, en Mondragón encontraremos rocas originadas durante el Mioceno Superior (en concreto en el Mesiniense) y de origen cuaternario
- Las rocas formadas durante el Mesiniense, se subdividen en dos Unidades: la Unidad Arrecifal y la Unidad de calcáreas de Santañí

La Unidad Arrecifal se puede ver en la parte baja de los acantilados. Se formaron a partir de la acumulación de esqueletos de organismos calcáreos, tales como los corales, algas rodofíceas, y serpúlidos.
Por encima de ésta se sitúa la Unidad de Calizas de Santañí. que a su vez se divide en cuatro complejos: (Complejo de Manglar. Unidad Estromatolítica Inferior, Unidad Oolítica y Unidad Estromatolítica Superior). En general se trata de rocas originadas por la actividad de organismos marinos, fundamentalmente poliquetos y cianobacterias. De la Unidad de Calizas de Santañí se saca la piedra de Santañí, muy apreciada en el arte y la construcción.
- Las rocas formadas durante el Cuaternario corresponden a sedimentos de origen marino que, en el caso de Mondragón, se encuentran en la costa. Son rocas areniscas (formadas por arena) que nos indican que eran antiguas playas o dunas. Estas rocas se conocen con el nombre de Marés y han sido muy utilizadas en la construcción desde hace muchos años. Testimonio de esta actividad son las antiguas canteras que vemos en Es Cap des Moro y s'Estret des Temps.

### Geomorfología

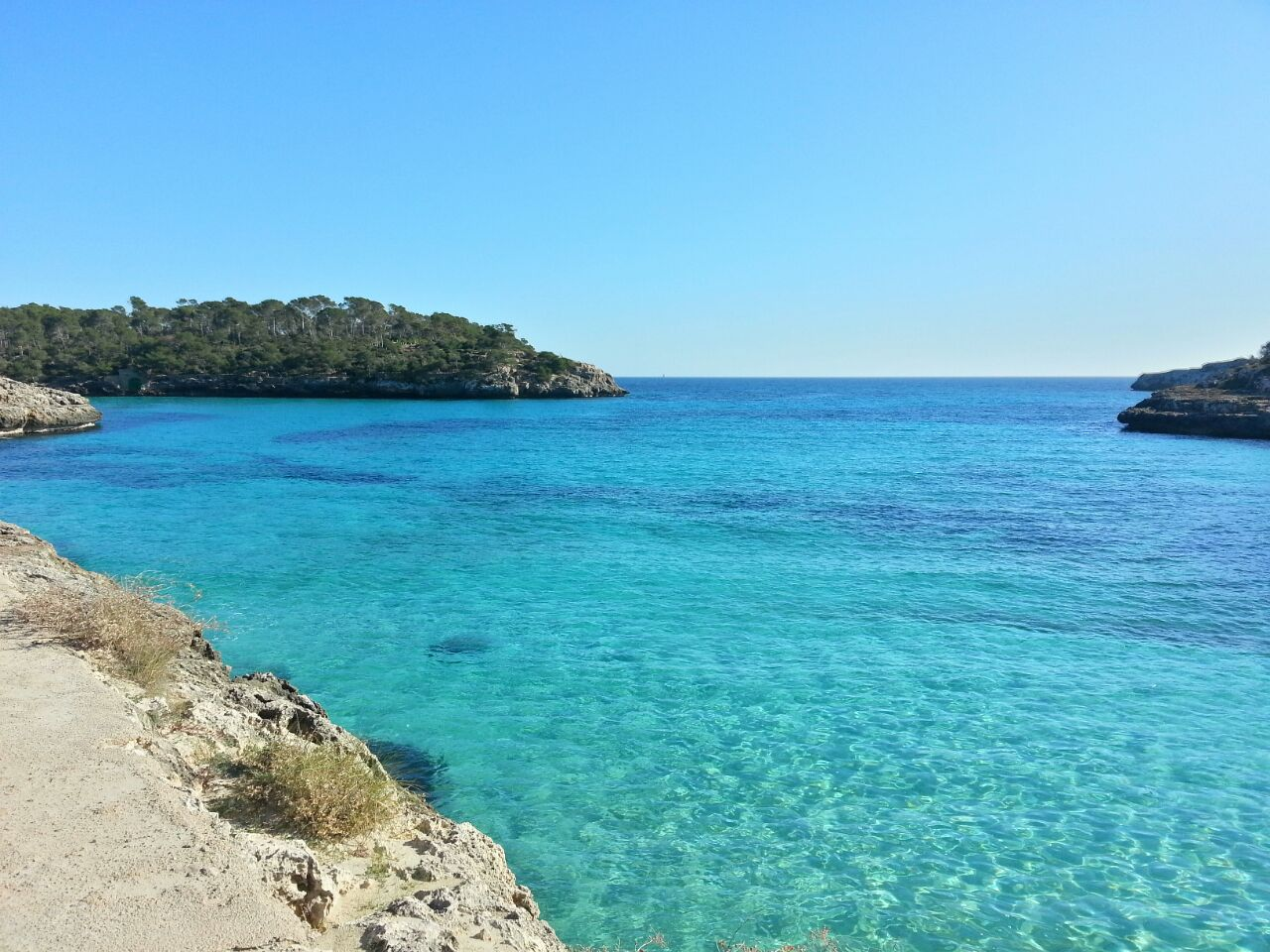
Vista del mar desde el camino que conecta ses Fonts de n'Alis con s'Amarador.

Las calas del Levante tienen una morfología característica ya que son más largas que estrechas ya que se orientan al igual que los torrentes en dirección Noroeste-Sureste y Nordeste-Suroeste.
La causa de esta morfología se puede deber a tres factores: a las fracturas de las rocas ya que esta es su orientación; a la composición calcárea de las mismas; y a la acción disolvente del agua de lluvia cuando se va filtrando por las fracturas: Todo ello tiene como resultado la formación de valles torrenciales o barrancos largos y estrechos, la desembocadura de los cuales queda invadida por el mar creando de esta manera las calas como la de Mondragón.

### Clima
El clima es de tipo mediterráneo como en el resto de Mallorca, con unas temperaturas suaves y un régimen de lluvias estacional. Las temperaturas medias anuales se sitúan sobre los 19'5 °C y la pluviosidad media sobre los 450 mm anuales, lo que permite clasificar el clima de Mondragón como mediterráneo-semiárido. Esta pluviosidad se distribuye de manera desigual a lo largo del año, de manera que durante el otoño llueve cerca del 40% del total anual, en primavera y el invierno el 25% y el verano cerca del 10% restante. La pluviosidad también se caracteriza por la variabilidad , pudiendo cambiar de un año a otro y dándose temporadas de sequías, y episodios de pluviosidad extrema en días concretos
En lo referente al régimen de lluvias, hay que destacar las brisas marinas de componente sur (Embat) que se levanta sobre todo hacia el mediodía durante el verano, como consecuencia de la diferencia de temperaturas entre el mar y la tierra.

## Fauna

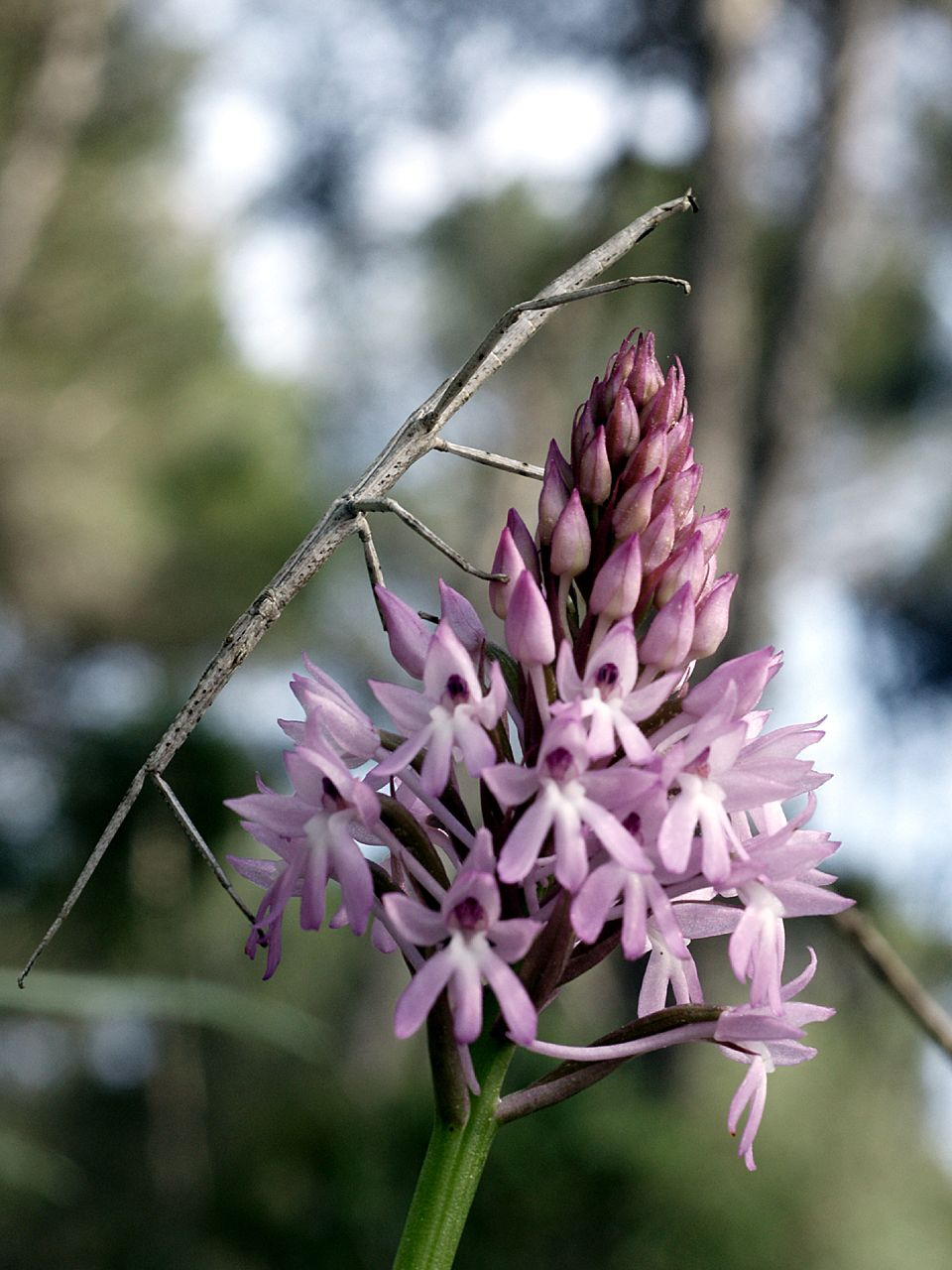
Un fásmido sobre una orquídea piramidal.

Las aves son el grupo más relevante de la zona, documentándose más de noventa especies, muchas de ellas migratorias.
- Destaca la presencia de la abubilla, el mirlo, el palomo, la tórtola europea y muchas otras especies de tamaño pequeño como el carbonero común, el petirrojo europeo, el jilguero, la curruca balear y el gorrión común.
- Entre los campos de cultivo se pueden observar el alcaraván y la perdiz roja.
- Entre las migratorias encontramos el zorzal y la golondrina común, entre otras.
- En la cima de la cadena alimenticia encontramos al milano real,[7] el águila calzada y el halcón peregrino. También está presente el cernícalo y el cuervo.
- En la costa encontramos gaviotas de Audouin y patiamarillas y algún cormorán moñudo.
- En los estanques vemos una gran variedad, como el ánade real, la polla de agua, la focha común y algunas garzas, como la garceta común y la garza real.[8]

El segundo grupo faunístico más destacable es el de los mamíferos, encontrando el erizo, la comadreja, la marta, la gineta, y algunos roedores como el ratón de campo, el lirón común, el conejo, y la liebre. De noche se puede avistar el murciélago rabudo.
En la garriga encontramos la tortuga mediterránea, con centenares de ejemplares reintroducidos estas últimas décadas.
También se encuentran algunos escarabajos endémicos interesantes de las familias de los Tenebrióndos i de los Crisomélidos.

## Vegetación[10]
En el contexto del clima semiárido, en el parque se puede encontrar un mosaico de diferentes ambientes en los cuales vamos a encontrar una vegetación propia de cada uno de ellos, como en los torrentes, playas, en los acantilados y las rocas del litoral, zonas de cultivo etc.
Estas son las comunidades de vegetales más representativas:
La garriga
Es la vegetación dominante en el parque. Se caracteriza por la presencia de una variedad de arbustos entre los cuales hay que mencionar al romero (Salvia rosmarinus), la lavanda (Lavandula dentata), las estepas (Cistus albidus, Cistus monspeliensis) o el brezo (Erica multiflora). Entre los árboles encontramos al acebuche (Olea europaea var.sylvestris), y la sabina (Juniperus phoenicea).
Humedales
En los estanques que se encuentran al fondo de las playas podemos encontrar una vegetación que es propia de estos ambientes. La vegetación que encontramos en el estanque de Ses Fonts de n'Alis es propia de ambientes salobres donde la sal impone sus condiciones. Encontramos juncos (Juncus acutus), la salicornia (Sarcocornia fruticosa), limonium (Limonium virgatum), y el taray (Tamarix sp.). En el estanque de s'Amarador encontramos una vegetación más propia de ambientes menos salinos, en el cual destaca el cañizo (Phragmites australis). Encontramos la especie Ruppia maritima  en ambos estanques. 
Encinar
En los barrancos y en aquellos lugares con suelo más profundo podemos encontrar restos de encinar. Este tipo de bosque se encuentra en la actualidad muy fraccionado y recluido en los lugares donde se conserva mejor la humedad como son las áreas umbrías de los barrancos.
Vegetación dunar
La encontraremos principalmente en la playa de s'Amarador. donde se pueden ver lagunas plantas propias de ambientes arenosos. como el cardo de mar (Eryngium maritimun), la azucena de mar (Pancratium maritimum), y la grama de arena (Elymus farctus). En la playa del Caló den Garrot esta vegetación se encuentra muy degradada debido al exceso de circulación rodada asociada a los equipamientos turísticos.
Vegetación de costa rocosa
En la costa rocosa encontramos una vegetación muy interesante debido a su especialización a condiciones extremas como la influencia de la sal, los fuertes vientos y la falta de sustrato. Es en estas condiciones que veremos al hinojo marino (Crithnum maritimum), los limonium (Limonium minutum), y al endémico cojinete espinoso (Launaea cervicornis).
Vegetación ruderal o de los campos de cultivo
En los campos de cultivo de secano encontramos una vegetación influenciada por la actividad humana, pero también muy interesantes,. donde hay multitud de plantas herbáceas como las amapolas (Papaver rhoeas), la rabaniza blanca (Diplotaxis erucoides), o la calendula (Calendula arvensis), además de los árboles frutales de secano como el algarrobo (Ceratonia siliqua), el almedro (Prunus dulcis) y la higuera (Ficus carica).

## Flora
Hay que destacar, entre los grupos botánicos, a la familia de las orquídeas silvestres por la variedad de especies que se pueden observar. Dependiendo de la época podemos encontrar especies diferentes, así durante el otoño se puede ver a la orquídea de otoño (Spirantes spiralis), Durante el invierno la mosca negra (Ophys fusca) y la orquídea gigante (Himantoglossum robertianum). Durante la primavera florecen la gran mayoría de las orquídeas silvestres como la abejera roja (Ophrys tenthredinifera), la orquídea piramidal (Anacamptis pyramidalis) o el borinot (Ophrys balearica) endémica de las Islas Baleares.